# تریکومو
شهر تریکومو (یونانی: Τρίκωμο، ترکی استانبولی: İskele) دفاکتو در ناحیه اسکله کشور به رسمیت نشناخته‌شده قبرس شمالی واقع شده‌است. جمعیت این شهر ۴٫۴۹۰ نفر است.

## نگارخانه

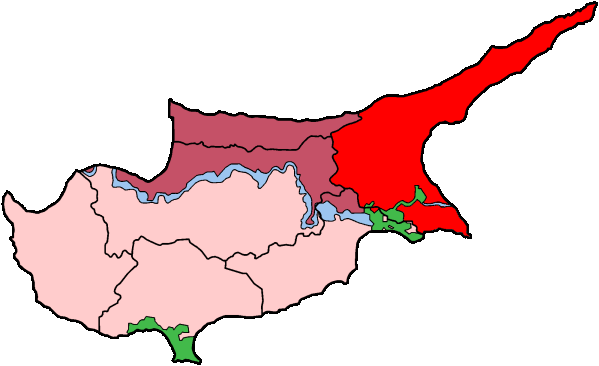
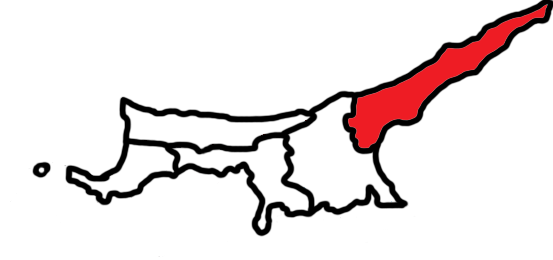